# Ґонскі (Куявсько-Поморське воєводство)
Ґонскі (пол. Gąski, нім. Eigenheim) — село в Польщі, у гміні Ґневково Іновроцлавського повіту Куявсько-Поморського воєводства.
Населення — 397 осіб (2011).
У 1975-1998 роках село належало до Бидгощського воєводства.

## Демографія
Демографічна структура станом на 31 березня 2011 року:
|          | Загалом | Допрацездатний вік | Працездатний вік | Постпрацездатний вік |
| -------- | ------- | ------------------ | ---------------- | -------------------- |
| Чоловіки | 187     | 46                 | 119              | 22                   |
| Жінки    | 210     | 45                 | 117              | 48                   |
| Разом    | 397     | 91                 | 236              | 70                   |